# Ectoconus
Ectoconus (лат.) — род вымерших плацентарных млекопитающих из семейства Periptychidae клады Pholidotamorpha. Известны по ископаемым остаткам из Северной Америки и Азии. Три вида описаны по находкам из палеоценовых отложений США (штаты Вайоминг, Колорадо, Нью-Мексико и Юта), а в Китае (провинция Гуандун) найдены кости пока неопределённого вида. Представители рода были наземными травоядными животными. Длина черепа составляла около 16 см.

## Классификация
По данным сайта Paleobiology Database, на ноябрь 2020 года в род включают 3 вымерших вида:
- Ectoconus cavigellii Eberle & Lillegraven, 1998
- Ectoconus ditrigonus Cope, 1882 [syn. Ectoconus majusculus Matthew, 1937]
- Ectoconus symbolus Gazin, 1939